# NK Hajduk Široko Polje
NK Hajduk je nogometni klub iz Širokog Polja. 

## Povijest
Klub je osnovan 1935. godine pod nazivom Sloga. Dvije godine kasnije klub mijenja ime u "Hajduk" i pod istim nazivom djeluje i danas. Tijekom 1944. i 1945. godine dolazi do kratkog prekida rada kluba zbog ratnih zbivanja, no već od 1945. godine klub nesmetano nastavlja s radom. 

Klub uz seniorsku i veteransku momčad u omladinskim pogonima okuplja mnoštvo djece i mladih, koji sudjeluju u natjecanjima Lige pionira i Lige juniora Nogometnog središta Đakovo. 
 
Među najvećim uspjesima kluba smatra se dvostruko osvajanje Kupa Đakovštine. 

U tekućoj sezoni 2008./09. klub se natječe u 2. ŽNL - Osječko-baranjske županije, Nogometnog središta Đakovo. 

## Statistika u prvenstvima od sezone 1999./2000.
| Sezona    | Rang | Liga                                | Pozicija | Utakmice | Pobjede | Neodlučeno | Porazi | Postignuti golovi | Primljeni golovi | Bodovi |
| 1999./00. | 5.   | 2. ŽNL Osječko-baranjska, NS Đakovo | 6.       | 26       | 11      | 8          | 7      | 53                | 47               | 41     |
| 2000./01. | 5.   | 2. ŽNL Osječko-baranjska, NS Đakovo | 5.       | 26       | 15      | 2          | 9      | 56                | 44               | 47     |
| 2001./02. | 5.   | 2. ŽNL Osječko-baranjska, NS Đakovo | 2.       | 26       | 16      | 3          | 7      | 48                | 34               | 51     |
| 2002./03. | 5.   | 2. ŽNL Osječko-baranjska, NS Đakovo | 11.      | 26       | 9       | 4          | 13     | 45                | 76               | 31     |
| 2003./04. | 5.   | 2. ŽNL Osječko-baranjska, NS Đakovo | 7.       | 22       | 10      | 2          | 10     | 46                | 38               | 32     |
| 2004./05. | 5.   | 2. ŽNL Osječko-baranjska, NS Đakovo | 2.       | 26       | 16      | 4          | 6      | 50                | 28               | 52     |
| 2005./06. | 5.   | 2. ŽNL Osječko-baranjska, NS Đakovo | 3.       | 30       | 16      | 7          | 7      | 72                | 31               | 55     |
| 2006./07. | 6.   | 2. ŽNL Osječko-baranjska, NS Đakovo | 11.      | 30       | 9       | 7          | 14     | 47                | 59               | 34     |
| 2007./08. | 6.   | 2. ŽNL Osječko-baranjska, NS Đakovo | 6.       | 30       | 13      | 4          | 13     | 52                | 58               | 43     |
| 2008./09. | 6.   | 2. ŽNL Osječko-baranjska, NS Đakovo | 14.      | 30       | 9       | 3          | 18     | 47                | 77               | 30     |